# 异株矮麻黄
异株矮麻黄（学名：Ephedra minuta var. dioeca）为麻黄科麻黄属下的一个变种。